# الدوري النرويجي الممتاز 2016
الدوري النرويجي الممتاز 2016 (بالنرويجية: Tippeligaen 2016)‏ هو الموسم 72 من  الدوري النرويجي الممتاز. أقيم خلال الفترة 11 مارس 2016 وحتى 6 نوفمبر 2016، وكان عدد الأندية المشاركة فيه  16، وفاز فيه نادي روسنبورغ.